# Teupin Banja
Teupin Banja is een bestuurslaag in het regentschap Aceh Utara van de provincie Atjeh, Indonesië. Teupin Banja telt 474 inwoners (volkstelling 2010).